# (36055) 1999 RP31
1999 أر بي 31 (ويعرف أيضًا باسم (36055) 1999 أر بي 31 وفق تسمية الكوكب الصغير) (بالإنجليزية: 1999 RP31) هو كويكب ضمن حزام الكويكبات؛ وترتيبه 36055 من حيث الاكتشاف.
اكتُشف هذا الجُرم الفلكي بواسطة لينكا كوتكوفا في 5 سبتمبر 1999.

## وصلات خارجية
- (36055) 1999 RP31 في قاعدة بيانات مختبر الدفع النفاث لأجرام النظام الشمسي الصغيرة

- الاكتشاف · مخطط المدار ·  العناصر المدارية · المعلمات المادية

- (36055) 1999 RP31 على موقع ويكي سكاي: DSS2, SDSS, GALEX, IRAS, Hydrogen α, X-Ray, Astrophoto, Sky Map, Articles and images